# Gran Premio de Argentina de Motociclismo de 1987
El Gran Premio de Argentina de Motociclismo de 1987 fue la decimoquinta prueba de la temporada 1987 del Campeonato Mundial de Motociclismo. El Gran Premio se disputó el 4 de octubre de 1987 en el Autódromo Óscar y Juan Gálvez. Se disputó en el circuito N.º8 de 3 435,41 metros de extensión.

## Resultados 500cc
El norteamericano Randy Mamola consigue el subcampeonato en detrimento de Eddie Lawson. Lawson tuvo en sus manos el segundo puesto de la general al comandar la carrera pero un problema del campeón Wayne Gardner, que transitaba en el segundo puesto, hizo que Mamola le adelantara y consiguiera el segundo puesto en el Gran Premio y en la general.
| Pos.     | Piloto              | Equipo                         | Moto   | Tiempo     | Pts. |
| -------- | ------------------- | ------------------------------ | ------ | ---------- | ---- |
| 1        | Eddie Lawson        | Marlboro Yamaha Team Agostini  | Yamaha | 46'38.220  | 15   |
| 2        | Randy Mamola        | Team Lucky Strike Roberts      | Yamaha | +11.420    | 12   |
| 3        | Wayne Gardner       | Rothmans Honda Team            | Honda  | +14.060    | 10   |
| 4        | Shunji Yatsushiro   | Rothmans Honda Team            | Honda  | +35.830    | 8    |
| 5        | Raymond Roche       | Cagiva-Bastos-Alstare          | Cagiva | +50.100    | 6    |
| 6        | Mike Baldwin        | Team Lucky Strike Roberts      | Yamaha | +50.370    | 5    |
| 7        | Niall Mackenzie     | Team HRC                       | Honda  | +51.180    | 4    |
| 8        | Tadahiko Taira      | Marlboro Yamaha Team Agostini  | Yamaha | +1'14.430  | 3    |
| 9        | Pierfrancesco Chili | HB Honda Gallina Team          | Honda  | +1 Vuelta  | 2    |
| 10       | Ron Haslam          | Team ROC Elf Honda             | Honda  | +1 Vuelta  | 1    |
| 11       | Marco Gentile       | Fior                           | Fior   | +1 Vuelta  |      |
| 12       | Gerhard Vogt        |                                | Suzuki | +2 Vueltas |      |
| 13       | Vincenzo Cascino    |                                | Suzuki | +2 Vueltas |      |
| Ret      | Didier de Radiguès  | Cagiva-Bastos-Alstare          | Cagiva | Ret        |      |
| Ret      | Christian Sarron    | Sonauto Gauloises Jack Germain | Yamaha | Ret        |      |
| DNS      | Rob McElnea         | Marlboro Yamaha Team Agostini  | Yamaha | DNS        |      |
| DNS      | Wolfgang von Muralt |                                | Suzuki | DNS        |      |
| Sources: |                     |                                |        |            |      |

## Resultados 250cc
El español Sito Pons consiguió la victoria en la última prueba del Mundial pero no pudo obtener el subacampenato ya que su máximo rival para este puesto Reinhold Roth acabó sexto y se coloca empatado a puntos con el piloto español.
| Pos. | Piloto                       | Moto     | Tiempo     | Pts. |
| ---- | ---------------------------- | -------- | ---------- | ---- |
| 1    | Sito Pons                    | Honda    | 42:56.523  | 15   |
| 2    | Dominique Sarron             | Honda    | +0.195     | 12   |
| 3    | Masahiro Shimizu             | Honda    | +0.473     | 10   |
| 4    | Luca Cadalora                | Yamaha   | +0.688     | 8    |
| 5    | Carlos Cardús                | Honda    | +2.254     | 6    |
| 6    | Reinhold Roth                | Honda    | +3.655     | 5    |
| 7    | Juan Garriga                 | Yamaha   | +4.005     | 4    |
| 8    | Patrick Igoa                 | Yamaha   | +4.306     | 3    |
| 9    | Carlos Lavado                | Yamaha   | +25.305    | 2    |
| 10   | Stefano Caracchi             | Honda    | +39.232    | 1    |
| 11   | Guy Bertin                   | Honda    | +1:06.237  |      |
| 12   | Jean-Michel Mattioli         | Yamaha   | +1:18.458  |      |
| 13   | Alberto Puig                 | JJ Cobas | +1 Vuelta  |      |
| 14   | Bruno Bonhuil                | Honda    | +1 Vuelta  |      |
| 15   | Hervé Duffard                | Honda    | +1 Vuelta  |      |
| 16   | Luis Lavado                  | Yamaha   | +1 Vuelta  |      |
| 17   | Miguel Gonzales              | Yamaha   | +1 Vuelta  |      |
| 18   | Eduardo Alemán               | Yamaha   | +2 Vueltas |      |
| 19   | Raul Piloni                  | JJ Cobas | +2 Vueltas |      |
| 20   | Fernando González de Nicolás | JJ Cobas | +2 Vueltas |      |
| 21   | Philippe Pagano              | Honda    | +3 Vueltas |      |
| 22   | Francisco Incorvaia          | Yamaha   | +3 Vueltas |      |
| 23   | Oscar Cabas                  | Yamaha   | +4 Vueltas |      |
| Ret  | Martin Wimmer                | Yamaha   | Ret        |      |
| Ret  | Loris Reggiani               | Aprilia  | Ret        |      |
| Ret  | Stéphane Mertens             | Honda    | Ret        |      |
| Ret  | Jean-Philippe Ruggia         | Yamaha   | Ret        |      |
| Ret  | Urs Luzi                     | Honda    | Ret        |      |
| Ret  | Jean Foray                   | Yamaha   | Ret        |      |
| Ret  | Ricardo Blanco               | Yamaha   | Ret        |      |
| Ret  | Alfredo Rios                 | Yamaha   | Ret        |      |
| Ret  | Alain Bronec                 | Honda    | Ret        |      |
| Ret  | Anton Mang                   | Honda    | Ret        |      |
| DNS  | Jean-François Baldé          | Honda    | DNS        |      |
| DNS  | René Zanatta                 | Yamaha   | DNS        |      |
| DNS  | Sergio Granton               | Yamaha   | DNS        |      |
| DNQ  | Raul Calvelo                 | Yamaha   | DNQ        |      |
| DNQ  | Claudio Incorvaia            | Yamaha   | DNQ        |      |